# Columna seca

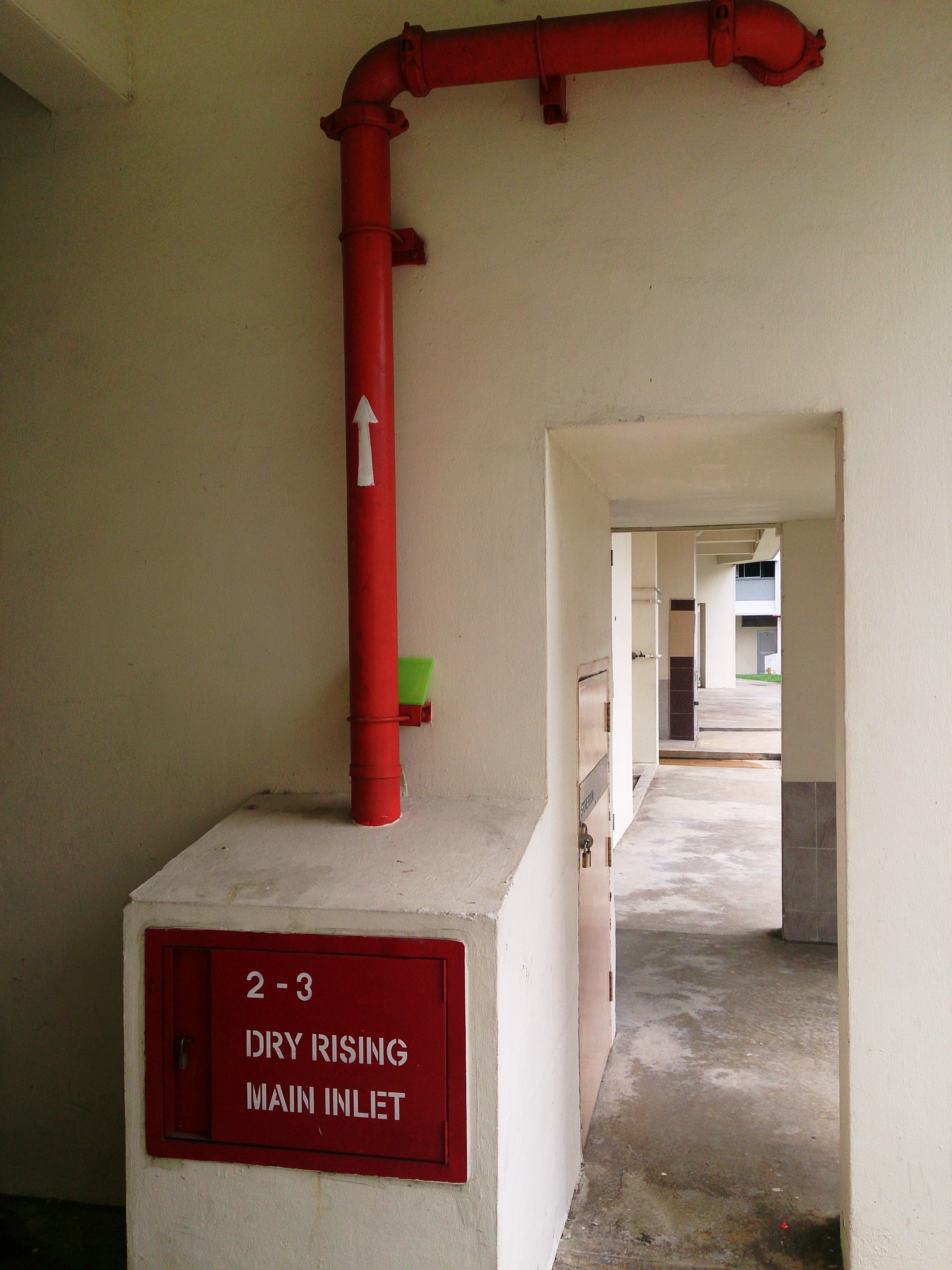
Toma de columna seca en la planta baja de un edificio de apartamentos de Singapur

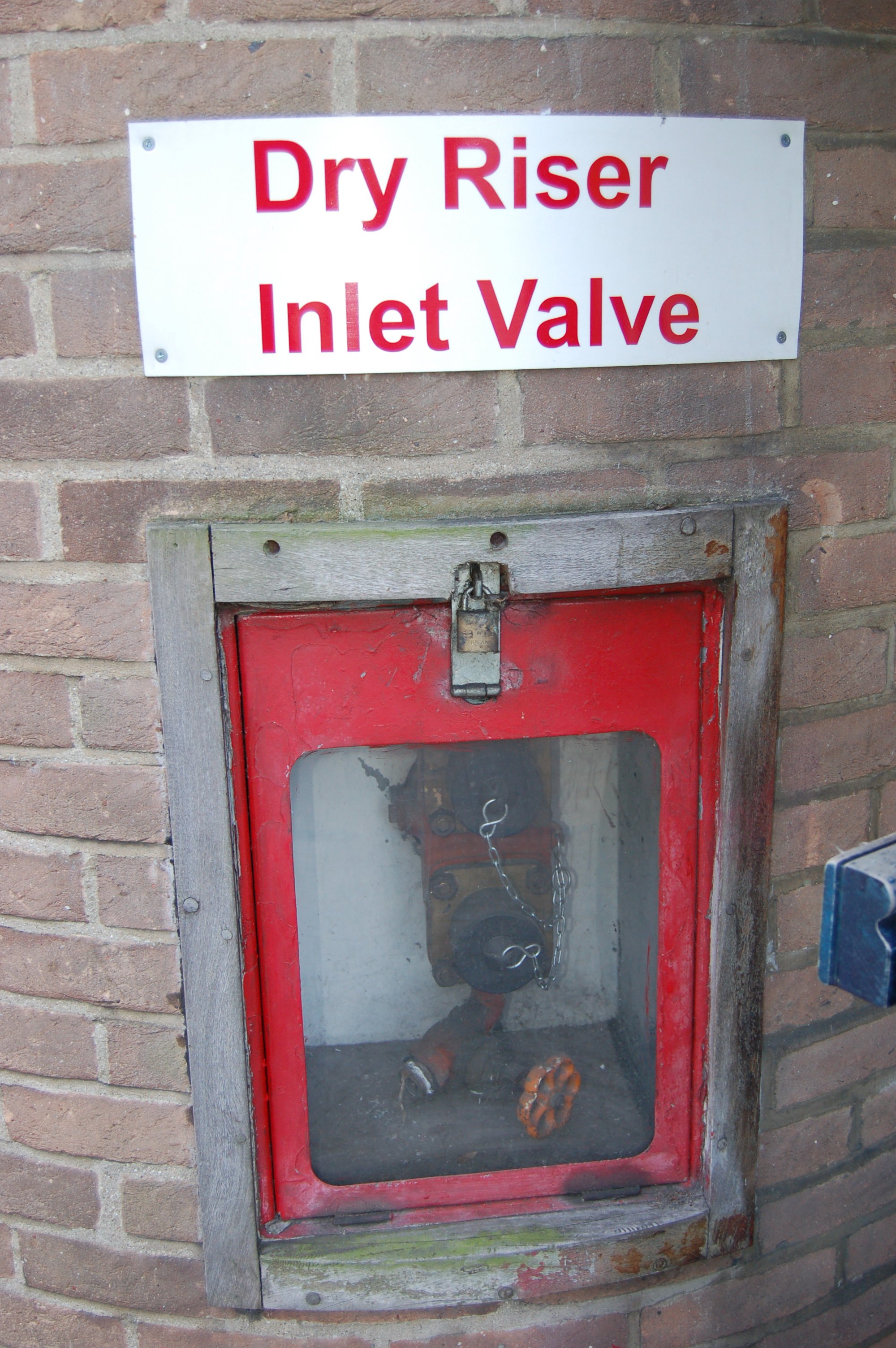
Armario con toma de columna seca en un aparcamiento en Cambridge, Reino Unido

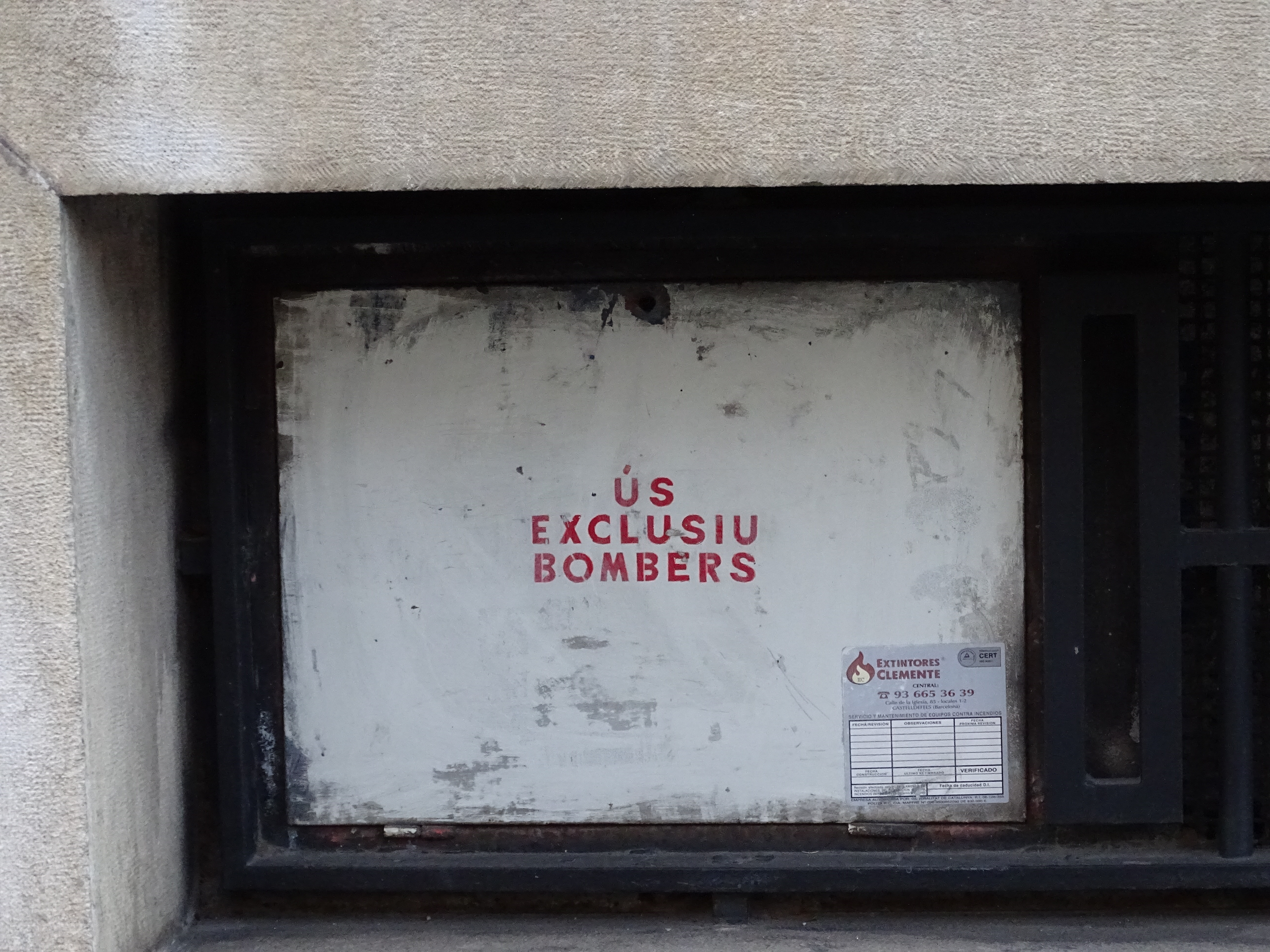
Tapa de una simaesa en España con la inscripción "Uso exclusivo de bomberos" (en catalán)

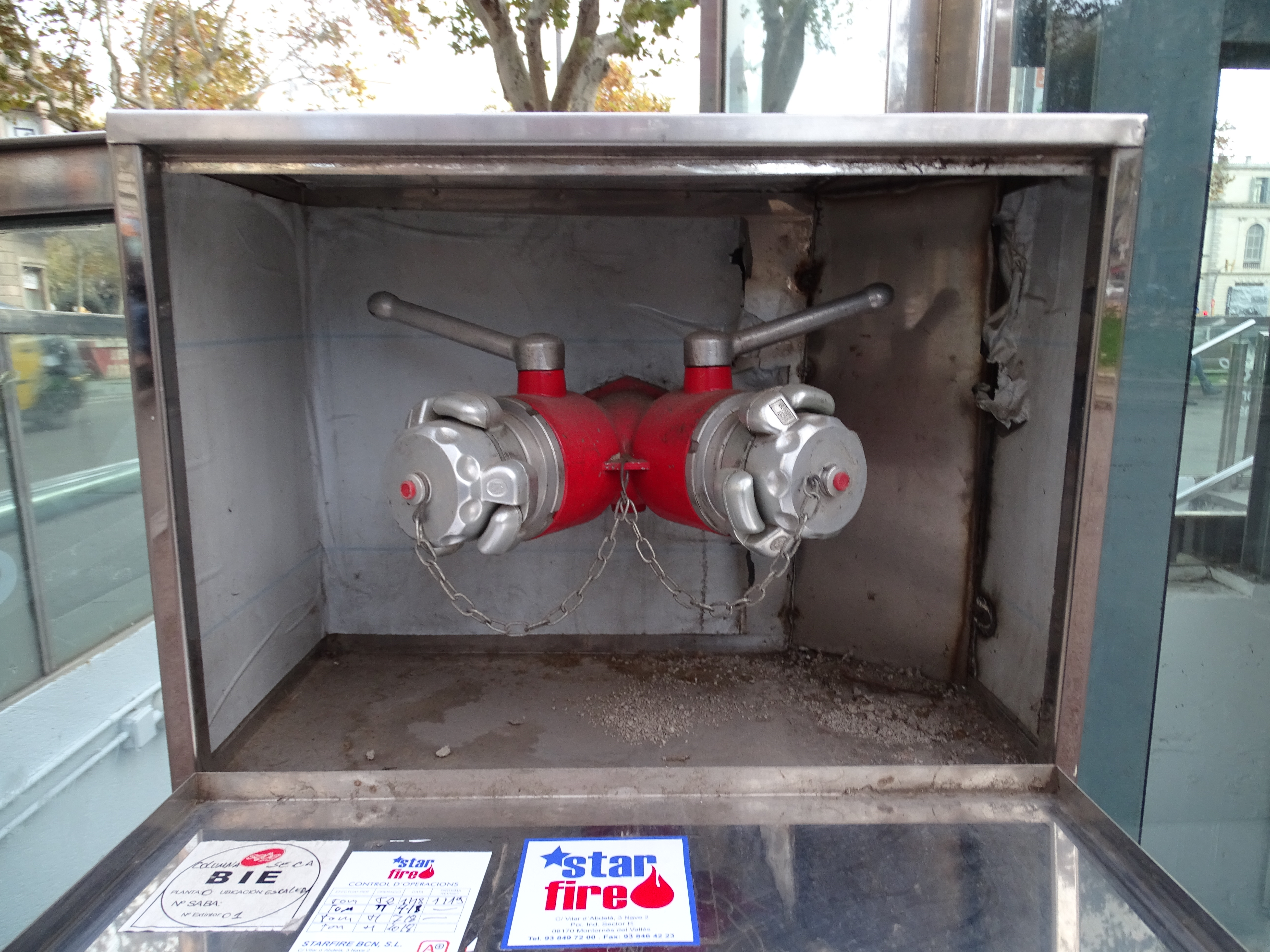
Simaesa con la tapa abierta en España

Una columna seca es una tubería normalmente vacía que puede conectarse externamente por los bomberos a una fuente de agua a presión en caso de incendio. Es un tubo vertical utilizado para distribuir agua a múltiples pisos de un edificio o estructura como componente de los sistemas de extinción del fuego.
La mayoría de edificios tienen un sistema de "columna húmeda", en el que las tuberías están llenas de agua para operaciones manuales o automáticas de extinción de incendios. Las columnas secas se utilizan cuando la presión del edificio no será la suficiente o en edificios sin calefactar en las que el agua de las tuberías se podría congelar. En el Reino Unido, las tomas de las columnas secas deben estar a menos de 18 metros de un lugar al que pueda acceder un camión de bomberos. Las columnas secas de edificios habitados deben discurrir por patinillos resistentes al fuego, habitualmente alguna de las escaleras de evacuación del edificio. En el patinillo es donde también se ubican las válvulas, medidores y dispositivos de alarma.
Según la terminología de cada país, el término columna seca ("dry riser") puede referirse a una tubería vertical que alimenta a las mangueras o a un sistema de rociadores. Una columna seca tiene una conexión externa a nivel de calle a la que se puede enganchar la bomba de un camión de bomberos para proporcionar agua a presión en cada piso. Esta toma externa en ocasiones se denomina toma siamesa, ya que habitualmente está formada por una pieza en forma de "Y" que permite la conexión de dos manguera de aporte de agua.

El término columna seca también se utiliza en ocasiones para sistemas de extinción de incendios mediante rociadores que tienen sus tuberías llenas de aire (no de agua). En el momento en que uno de los rociadores se activa (por la presencia de fuego), el sistema se llena con agua a presión que estaba almacenada en algún depósito y se rocía en la zona incendiada.